# Alfred Adler

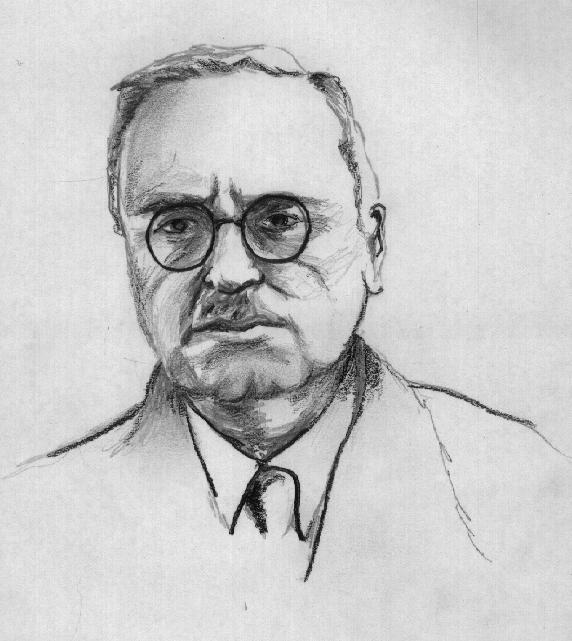
Bleistiftzeichnung von Alfred Adler

Alfred Adler (* 7. Februar 1870 in Rudolfsheim, Österreich-Ungarn; † 28. Mai 1937 in Aberdeen) war ein österreichischer Arzt und Psychotherapeut. Er entstammte einer jüdischen Familie und konvertierte im Jahr 1904 zum Protestantismus. Adler begründete 1907 die Individualpsychologie in Wien.
Adlers Lehre hatte eine große, eigenständige Wirkung auf die Entwicklung der Psychologie und Psychotherapie im 20. Jahrhundert. Sie beeinflusste die psychotherapeutischen Schulen von Rollo May, Viktor Frankl, Abraham Maslow und Albert Ellis. Seine Schriften nahmen viele Einsichten der Neopsychoanalyse vorweg, die sich in Einklang mit der Individualpsychologie in den Werken von Karen Horney, Harry Stack Sullivan und Erich Fromm wiederfinden. Anhänger dieser Richtung werden Adlerianer genannt.

## Leben

### Kindheit und Jugend
Alfred Adler war das zweite von sieben Kindern des jüdischen Getreidehändlers Leopold Adler (geboren ca. 1833 in Köpcsény, Ungarn – damals Batthyány-Strattmann’scher Grundbesitz –; gestorben 1922 in Wien) und der Pauline Beer (geboren 1845 in Trebitsch, Mähren; gestorben 1906 in Wien). Er kam in der Mariahilfer Straße 208 in Rudolfsheim zur Welt. Als Kind versuchte er, seinem älteren Bruder Sigmund Adler (geboren 1868 Fünfhaus bei Wien) nachzueifern, der später ein erfolgreicher Kaufmann wurde. Er war das Lieblingskind seines fleißigen und mutigen Vaters, während die Beziehung zu seiner Mutter weniger intensiv war. Adler litt an Rachitis und einem Stimmritzenkrampf beim Weinen. Mit vier Jahren hatte er eine Lungenentzündung, die ihn fast das Leben kostete. Dieses Erlebnis und der Tod seines jüngeren Bruders sollen seine spätere Berufswahl bestimmt haben. Adler besuchte das Hernalser Gymnasium Kalvarienberggasse (heute: Hernalser Gymnasium Geblergasse), wo er 1888 die Reifeprüfung ablegte.

### Studium der Medizin – medizinische Praxis – Freud
Adler studierte an der Universität Wien Medizin und wurde 1895 promoviert. Während des Studiums traf er in einer sozialistischen Studentengruppe Raissa Timofejewna Epstein, eine Russin, die in Zürich und Wien studierte. Sie heirateten 1897 in Moskau. Aus dieser Ehe stammen die vier Kinder Valentina (1898–1942), Alexandra (1901–2001), Kurt (1905–1997), Dr. phil. (Physik) und Dr. med., Psychiater, seit 1963 Präsident der „Internationalen Vereinigung für Psychoanalyse“ und Cornelia „Nelly“ (geb. 1909).
Er arbeitete zunächst als Augenarzt und eröffnete seine Praxis um die Jahrhundertwende im 9. Bezirk (Alsergrund) in der Wilhelm-Exner-Gasse 22. Bald darauf eröffnete er eine Praxis für Allgemeinmedizin in der Czerningasse 7 im 2. Bezirk, Leopoldstadt, nahe dem Wiener Prater – in einer Gegend, in der ein Teil seiner Patienten in ärmlichen Verhältnissen lebte, was ihn in seinen Ansichten über die Notwendigkeit der sozialmedizinischen Betreuung der Wiener Bevölkerung bestärkte. Ab 1902 nahm Adler an den Diskussionsrunden der Mittwochabendgesellschaft von Sigmund Freud teil, entwickelte jedoch schon bald eine von Freuds Psychoanalyse abweichende, eigenständige Lehre. Er sah den Menschen nicht von Trieben bestimmt, sondern als freies Wesen, das in bewusster schöpferischer Auseinandersetzung die kulturellen Aufgaben lösen muss, die ihm das Leben stellt. Diese Gegensätze der Anschauungen führten 1911 zum Bruch mit Freud. Im selben Jahr zog er mit seiner Praxis in die Dominikanerbastei 10 im 1. Bezirk um.

### Kaffeehaus als Treffpunkt
Kaffeehäuser zum Treffpunkt zu machen, war wienerisch. Adler war ein leidenschaftlicher Kaffeehausgänger. Als Student ging er ins Café Griensteidl, nach dem Studium ins Dom Café am Stephansplatz und ins Café Central. In dieser Zeit, von 1906 bis zu seiner Deckung 1910, war er Mitglied der Grenzloge Pionier.
Nach dem Krieg wählte Adler das Café Tabakspfeife zum Treffpunkt für seinen Zirkel und ab 1923 das Café Siller am Kaiser-Ferdinands-Platz 3 (heute Schwedenplatz 3) als „Treffpunkt der Individualpsychologie“. Hier wurde über Psychologie, Literatur oder Philosophie debattiert und Wissenschaftler zu Referaten eingeladen.

### Aufbau der Individualpsychologie – Theoretische Grundlagen
In seiner 1907 publizierten Studie über Minderwertigkeit von Organen legte Adler seinen Standpunkt und seine neuen Ideen dar und begründete damit die Schule der Individualpsychologie. Er wies auf den Zusammenhang zwischen der Organminderwertigkeit und deren körperlichen und psychischen Kompensation und Überkompensation hin.
Nach dem Bruch mit Freud gründete Adler 1912 eine eigene Gesellschaft für freie Psychoanalyse, den Verein für Freie Psychoanalytische Forschung, 1913 umbenannt in Verein für Individualpsychologie. Seine Lehre bezeichnete er als Individualpsychologie, weil er in seiner Arztpraxis zu dem Schluss kam, dass jeder Patient als Unwiederholbar-Einmaliges, als Individuum und als Ganzheit körperlich zu behandeln und psychisch zu verstehen sei.
Adler formulierte die Grundzüge seiner Lehre in seinem theoretischen Hauptwerk Über den nervösen Charakter (1912), in dem er die Normalpsychologie und die Psychopathologie in einem Konzept vereinigte. Mit diesem Buch schaffte die Individualpsychologie in der Fachliteratur den Durchbruch als Alternative zur Psychoanalyse. Im 1913 erschienenen Buch Heilen und Bilden – Ein Buch der Erziehungskunst für Ärzte und Pädagogen stellten Adler und seine Schüler die Entwicklung der Individualpsychologie in der Erziehungsarbeit dar. 1914 kam es zur Gründung der „Internationalen Zeitschrift für Individualpsychologie“.
Der Erste Weltkrieg brachte eine Unterbrechung in der Entwicklung der Individualpsychologie. Adler arbeitete 1914–1916 als Militärarzt in Krakau, Brünn und Wien.

### Blütezeit der Individualpsychologie – Praktische Anwendung
Die Zeit zwischen den beiden Weltkriegen war eine Blütezeit der Individualpsychologie. Im Rahmen der Wiener Schulreform konnten Adler und seine Mitarbeiter rund dreißig Erziehungsberatungsstellen in Wien eröffnen. Die „Elternschulung“ wurde als „Neuroseprophylaxe“ verstanden. Es entstanden auch psychoanalytisch orientierte Kindergärten für Arbeiterkinder. 1920 wurde Adler Direktor der ersten Klinik für Kinderpsychologie in Wien und von 1920 bis 1929 Dozent am Pädagogischen Institut der Stadt Wien. Seine dortigen Vorträge und Demonstrationen erschienen in den Schriften Individualpsychologie in der Schule – Vorlesungen für Lehrer und Schüler (1929) und Die Technik der Individualpsychologie. Zweiter Teil: Die Seele des schwererziehbaren Schulkindes (1930).
Mit der Publikation Praxis und Theorie der Individualpsychologie (1920), die Vorträge zur Einführung in die Psychotherapie für Ärzte, Psychologen und Lehrer umfasste, begann Adler, seine Theorie detaillierter darzustellen. Seine Auffassungen, in zahlreichen Vorträgen an Volkshochschulen erläutert, übten großen Einfluss auf die Schulreform Otto Glöckels, die Erziehungsarbeit der Kinderfreunde und die städtische Kinder- und Jugendbetreuung im „Roten Wien“ aus.
Adler wollte eine lebensnahe Psychologie schaffen, die dem Menschen ermöglicht, seine Mitmenschen aus deren jeweils individueller Lebensgeschichte heraus zu verstehen. Seine ab 1920 bewusst in schlichtem Stil gehaltenen Bücher und seine Vorträge sollten seine Psychologie jedermann zugänglich und zum Allgemeingut machen. In den 1920er Jahren hielt er eine Reihe von Vorlesungen an der Volkshochschule Ottakring in Wien, die er 1927 unter dem Titel Menschenkenntnis veröffentlichte.

### Verfolgung der Tiefenpsychologie in Europa – Verlagerung in die USA
Von 1926 an besuchte Adler regelmäßig die USA, wo seine optimistische Lehre vom Menschen als sozialem Wesen außerordentliche Popularität erlangte. Anfang der 1930er Jahre war Adler einer der bekanntesten Psychologen der westlichen Welt. An dem von Arthur Kronfeld in Berlin organisierten fünften großen und zugleich letzten Internationalen Kongress für Individualpsychologie sollen über 2.000 Personen teilgenommen haben. In den Vereinigten Staaten wurde er als der »Vater des Minderwertigkeitskomplexes« bekannt, auch wenn er selbst ursprünglich über das »Minderwertigkeitsgefühl« geschrieben hatte.
Zur Stärkung und zum besseren Verständnis der Erziehungsprophylaxe publizierte Adler 1929 die Individualpsychologie in der Schule und 1930 Die Seele des schwererziehbaren Schulkindes. 1933 legte Adler in seinem Spätwerk Der Sinn des Lebens seine philosophische Grundposition dar. Der Sinn des Lebens sei ein entwickeltes Gemeinschaftsgefühl zur Lösung der Lebensfragen, ein Vollkommenheitstreben zu einer idealen Gesellschaft.

### Emigration und Tod

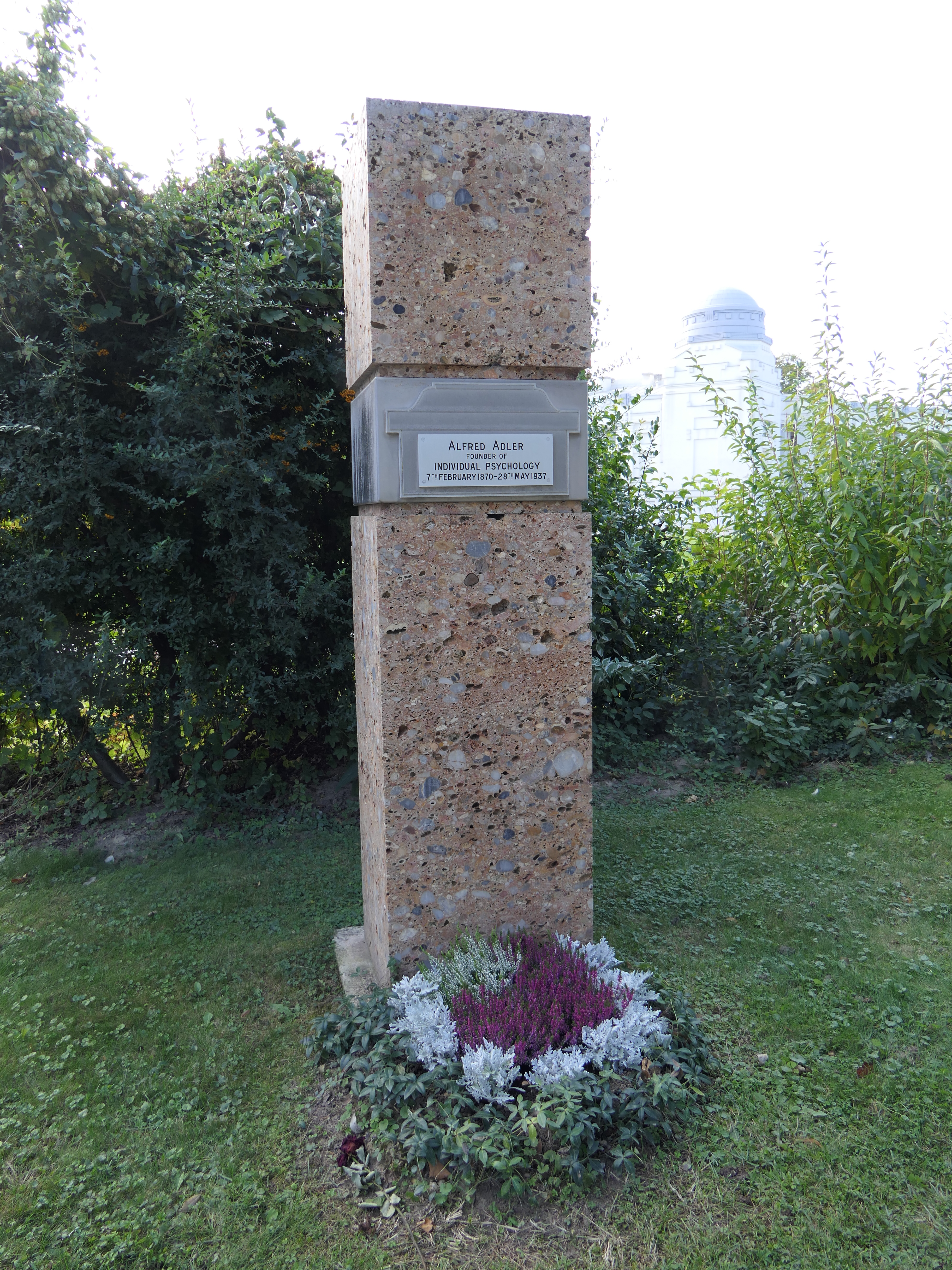
Grab von Alfred Adler

Angesichts der bedrohlichen Zustände in Europa siedelte Adler 1934 in die USA über. Er hatte schon seit 1926 eine Gastprofessur an der Columbia University und seit 1932 am Long Island College inne. 1935 erschien erstmals das in englischer Sprache verfasste International Journal of Individual Psychology. Er unternahm immer noch Vortragsreisen nach Europa. Auf einer solchen Reise starb Adler am 28. Mai 1937 in Aberdeen, Schottland, im Alter von 67 Jahren an Herzversagen.
Adlers Leichnam wurde in Edinburgh eingeäschert, eine in der Familie übliche Bestattungsform. Die Familie reiste zwar zur Trauerfeier an, die Urne blieb jedoch in Schottland. Eine Projektgruppe des Vereins für Individualpsychologie begann 2009 mit der Suche. Die Urne wurde 2011 mit Hilfe des österreichischen Honorarkonsuls John Clifford im Krematorium Warriston in Edinburgh gefunden und im April 2011 nach Wien gebracht. Wenige Tage vor dem an der Universität Wien stattfindenden 25. Internationalen Kongress der Individualpsychologie (14. bis 17. Juli 2011) erfolgte am 12. Juli 2011 die Beisetzung in einem Ehrengrab auf dem Zentralfriedhof (Gruppe 33 G).
Der plötzliche Tod Alfred Adlers versetzte vor allem in den 1930er Jahren in Deutschland und Österreich der Individualpsychologie einen schweren Schlag. Adlers Schüler wurden von den neuen Machthabern verfolgt. Die aufblühende Tiefenpsychologie musste ihr Zentrum im deutschsprachigen Europa verlassen und ihr psychologisches Aufklärungswerk in anderen Teilen der Welt fortsetzen. Die faschistischen und stalinistischen Diktaturen in Europa haben auch noch nach dem Zweiten Weltkrieg mit ihren Ideologien die Entwicklung der psychologischen Wissenschaft insgesamt nachhaltig gestört.

### Würdigung
Im Jahr 2009 wurde in Wien-Favoriten (10. Bezirk) beim Hauptbahnhof der zwischen Quartier Belvedere und Sonnwendviertel befindliche Verkehrsweg Alfred-Adler-Straße benannt.
Am 23. Mai 2000 wurde der Asteroid (11519) Adler nach ihm benannt.
1985 wurde am Haus Czerningasse 7 in Wien eine Gedenktafel angebracht, die an Alfred Adlers Arztpraxis in diesem Gebäude erinnert.
Das Alfred-Adler-Institut Aachen-Köln nahm 1976 seine Tätigkeit auf. 
In Kfar Saba entstand 1963 ihm zu Ehren der Machon Adler (מָכוֹן אָדְלֶר), mitbegründet durch Rudolf Dreikurs, ein Therapiezentrum, dessen Ziel es ist, eine Lebensphilosophie zu vermitteln und umzusetzen, die auf dem Ansatz der Individualpsychologie Alfred Adlers basiert.  
Am Geburtshaus Adlers Mariahilferstraße 208 in Wien brachte der Verein für Individualpsychologie  eine Gedenktafel an.
Am 28. Mai 1957 wurde am Haus Dominikanerbastei 10 in Wien, wo Adler praktizierte, eine Gedenktafel angebracht.
Im Jahr 1930 wurde Adler als „Bürger der Stadt Wien“ geehrt.

## Werk

### Menschenkenntnis
Als praktizierender Arzt und als aktiver Teilnehmer an Sigmund Freuds neuartigen psychoanalytischen Diskussionsrunden entdeckte Adler, dass bei jeder Lebensäußerung des Menschen körperliche und seelische Vorgänge immer gemeinsam wirksam sind und eine unteilbare Einheit (Individuum) bilden. Diese Entdeckung bildet heute die Grundlage der Psychosomatik.
Beim Beobachten von Organminderwertigkeiten konnte Adler feststellen, dass Körper und Psyche die Tendenz haben, diese auf irgendeine Art zu kompensieren. Diese Situation der Minderwertigkeit oder Unterlegenheit fand Adler im psychischen Bereich vor allem bei den drei Lebensaufgaben Arbeit – Liebe – Gemeinschaft (Säugling, Geschwisterreihe, Schule, Beruf, Ehe, Prüfungssituationen usw.) wieder. Sie löst beim Menschen einen Gefühlszustand aus, den Adler Minderwertigkeitsgefühl nannte. Ähnlich wie bei der Kompensation einer Organminderwertigkeit ist die menschliche Psyche bestrebt, diesen Zustand der Unterlegenheit durch ein – wie Adler es nannte – Geltungsstreben zu überwinden. Wie gut der Mensch in der Lage ist, solche Herausforderungen des Lebens zu bestehen, hängt nach Adler in erster Linie davon ab, wie er die erste Unterlegenheitssituation, seine Hilflosigkeit als Säugling, bewältigen konnte. Adler stellte fest, dass dieser positive Antrieb im Wachstums- und Entwicklungsprozess die Grundlage für die Erziehbarkeit des Menschen bildet, weil er in dieser Situation unbedingt auf die Hilfe seiner Beziehungspersonen angewiesen ist. In dieser frühen Wechselbeziehung zwischen Mutter und Kind bildet sich ein Gefühl des Aufgehobenseins unter den Menschen, das Adler Gemeinschaftsgefühl nannte und das zu einem unbewussten Persönlichkeitsanteil wird. Das Gemeinschaftsgefühl steht im Zentrum der Adler’schen Lehre, weil es den Gradmesser für die seelische Gesundheit von Individuum und Gemeinschaft darstellt. Im Menschenbild Adlers hat das Individuum eine Sozialnatur, die von einem Gemeinschaftsgefühl geleitet ist. Adler ging auch davon aus, dass mangelnde Entfaltung der weiblichen Persönlichkeit, besonders in der damals herrschenden Gesellschaftsordnung, zur Zerstörung ihrer Selbstachtung führt und daraus negative Folgen für die Kindeserziehung entstehen können. Er hielt die Entfaltung der weiblichen Persönlichkeit für unbedingt notwendig für die seelische Entwicklung der Frau.

### Neurosenlehre
Neben der Beschreibung der Normalpsyche zum Verstehen der menschlichen Persönlichkeit – oder, wie Adler es nannte, zum Erwerb von Menschenkenntnis – untersuchte der Arzt Adler auch die abweichenden und die krankhaften psychischen Erscheinungen. Nach seinem Prinzip der Einheit seelischer Vorgänge sah er diese als irrtümliche Antworten auf die Anforderungen des Lebens. Ein verstärkt erlebtes Minderwertigkeitsgefühl, dem Adler den Begriff Minderwertigkeitskomplex gab, konnte zu einer Überkompensation in Form eines überhöhten Geltungsstrebens oder zum sogenannten Willen zur Macht führen. Adler beschrieb den nervösen Charakter als Übergang zwischen Normal- und Neurosenpsychologie. Die Psychose verstand er als lediglich schärfere Ausprägung der Neurose, weshalb aus seiner Sicht beide der psychologischen Analyse zugänglich sind.
Durch seine Fokussierung auf Kompensations- und Distinktionsstrategien, die auf Basis unangemessener Selbstbilder entstehen, kann Adler als Vorläufer der kognitiven Verhaltenstherapie gelten. Bei dieser spielt die Selbstbildkorrektur ebenfalls eine entscheidende Rolle.

### Lehre vom Heilen und Bilden – Erziehungskunst für Ärzte und Pädagogen

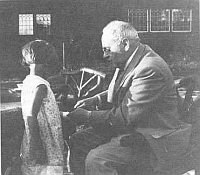
Alfred Adler bei der Untersuchung eines Kindes

Aus seiner Neurosenlehre, die die krankmachenden Ursachen misslicher Kindheitseinflüsse darstellt, entwickelte Adler seine Lehre vom Heilen und Bilden, die individualpsychologische Psychotherapie und die Erziehungsprophylaxe. Nach der Devise „Vorbeugen ist besser als Heilen“ legte Adler das Schwergewicht der praktischen Anwendung der Individualpsychologie auf die Erziehungsprophylaxe und psychologische Aufklärung, was sich in seinen Publikationen und von ihm geprägten Begriffen wie der verwöhnenden Erziehung niederschlägt. Bei Kindern und Jugendlichen konnten Korrekturen bei Irrtümern im Lebensstil noch relativ einfach erfolgen, und die Erziehungsberatung ermöglichte der psychologischen Menschenkenntnis eine große Breitenwirkung. Die Erfolge der individualpsychologischen Erziehungsberatungsstellen und Schulversuche im Rahmen der Wiener Schulreform wurden bald international bekannt und nachgeahmt.

„Die Individualpsychologie erblickt ihre Aufgabe darin, dass ihre Lehren (…) über die Grenze der Krankenbehandlung und der individuellen Erziehung hinaustreten, dass sie Prophylaxe werden und Weltanschauung. Im Banne des Kosmos, verhaftet auf dieser nicht überreichlich spendenden Erdkruste, verknüpft durch die Schwäche seines Organismus, noch mehr durch seine Zugehörigkeit zur Gemeinschaft in Sprache, Vernunft, Ethik, Ästhetik und Erotik, zwingt das Leben den Menschen zur Antwort auf zwangsläufig entwickelte Fragen. (…) Sein Mut, sein Optimismus und seine trainierte Leistungsfähigkeit sind notwendige Antworten auf eine reale Not, die auch ein dauerndes Gefühl der Minderwertigkeit als wesentlichen Inhalt seines Seelenlebens unterhält.“

### Philosophischer Anspruch
In seinem Alterswerk Der Sinn des Lebens (1933) fasste Adler seinen der Individualpsychologie zugrundeliegenden philosophischen Tenor zusammen. Der Ausdruck „Sinn des Lebens“ hat bei Adler zwei verschiedene Bedeutungen: Er beschreibt zum einen den Sinn, den ein bestimmter Mensch in seinem Leben sucht und findet und der aufs engste zusammenhängt mit der Meinung, die er von sich, den Mitmenschen und der Welt hat. Zum anderen wird darunter der „wahre“ Sinn des Lebens verstanden, jener Sinn, der außerhalb unserer Erfahrung liegt und der auch von jemandem verfehlt werden kann, der fest davon überzeugt ist zu wissen, worauf es im Leben ankommt.
„Nach einem Sinn des Lebens zu fragen hat nur Wert und Bedeutung, wenn man das Bezugssystem Mensch-Kosmos im Auge hat“. Die stete Anforderung aus dem Kosmos heißt „Entwicklung“, welche aus dem nativen Minderwertigkeitsgefühl nach Selbsterhaltung, Vermehrung, Kontakt mit der Außenwelt und Streben nach einer „idealen Gemeinschaft der Zukunft“ im Sinne von Immanuel Kant drängt. Für dieses Ziel der Entwicklungsbewegung verwendet Adler Begriffe wie „Vollendung“ und „Vollkommenheit“; er meint, dass das Streben nach Vollkommenheit ein „angeborenes Faktum ist, das in jedem Menschen vorhanden ist“. Adler beruft sich dabei auf Charles Darwin, auf die Abstammungslehre Jean-Baptiste de Lamarcks und auf die holistische Theorie von Jan Christiaan Smuts. Ein oft verwendeter Begriff dafür, dieser Vollkommenheit näher zu kommen, ist bei Adler die „Überwindung“ der Minderwertigkeit des Menschen. Der Begriff baut eng auf Arthur Schopenhauer und Friedrich Nietzsche auf. Adler sieht Schopenhauers Intention der bewussten Leidensüberwindung als fundamental positiven Aspekt in der menschlichen Entwicklung. Der bei Schopenhauer pessimistisch unterlegte Weltwille (mit der Konsequenz, diesen – wie bereits im Buddhismus angelegt – zu negieren zu versuchen) wird bei Adler aber – in der Nachfolge von Friedrich Nietzsches „Wille zur Macht“ betont wertfrei – als das ursprünglich schöpferische Element in jedem Lebewesen interpretiert.

## Verein für Individualpsychologie
Aufgrund seines Zieles, die psychologische Menschenkenntnis als Prophylaxe zum Allgemeingut werden zu lassen, war Adlers Verein für jedermann offen. Sein Ziel war es, alle zu integrieren, wenn sie nur die gleiche Grundtendenz vermuten ließen. Aus diesem Grund forderte er für den Verein die politische Neutralität. Doch bereits auf dem Berliner Kongress von 1925 versuchten politische Bewegungen sich der Ideen der Individualpsychologie zu bemächtigen. Adlers Ziel scheiterte an der Wirtschaftskrise, ideologischer Voreingenommenheit und dem Nationalsozialismus. Die kommunistische Die Rote Fahne schrieb in einer Glosse zum Tage, dass der Versuch Adlers, den Sozialismus durch seine Psychologie zu ersetzen, gescheitert sei. Nach dem Einmarsch der Nationalsozialisten in Österreich wurde der Verein am 26. Jänner 1939 von Amtes wegen aufgelöst.

## Schriften
- Alfred Adler Studienausgabe. 7 Bände. Verlag Vandenhoeck & Ruprecht, Göttingen, 2007–2010:
  - Band 1: Persönlichkeit und neurotische Entwicklung – Frühe Schriften (1904–1912). Herausgegeben von Almuth Bruder-Bezzel, ISBN 978-3-525-46051-1.
  - Band 2: Über den nervösen Charakter (1912). Herausgegeben von Karl Heinz Witte, Almuth Bruder-Bezzel und Rolf Kühn. 2. Auflage, ISBN 978-3-525-46053-5.
  - Band 3: Persönlichkeitstheorie, Psychopathologie, Psychotherapie (1913–1937). Herausgegeben von Gisela Eife, ISBN 978-3-525-46054-2.
  - Band 4: Schriften zur Erziehung und Erziehungsberatung (1913–1937). Herausgegeben von Wilfried Datler, Johannes Gstach und Michael Wininger, ISBN 978-3-525-40106-4.
  - Band 5: Menschenkenntnis (1927). Herausgegeben von Jürg Rüedi, ISBN 978-3-525-46052-8.
  - Band 6: Der Sinn des Lebens (1933). Herausgegeben von Reinhard Brunner (= Ronald Wiegand (Hrsg.): Religion und Individualpsychologie 1933), ISBN 978-3-525-40554-3.
  - Band 7: Kultur und Gesellschaft (1897–1937). Herausgegeben von Almuth Bruder-Bezzel, ISBN 978-3-525-46055-9.
- Alfred Adlers Individualpsychologie. Eine systematische Darstellung seiner Lehre in Auszügen aus seinen Schriften. Herausgegeben und bearbeitet von Heinz Ludwig Ansbacher und Rowena R. Ansbacher 1956. (Reinhardt Verlag München/Basel 1982).
- Gesundheitsbuch für das Schneidergewerbe. Carl Heymanns Verlag, Berlin 1898.
- Studie über Minderwertigkeit von Organen. Urban & Schwarzenberg, Berlin/Wien 1907.
- Zur Kritik der Freudschen Sexualtheorie des Seelenlebens. 1911.
- Über den nervösen Charakter. Grundzüge einer vergleichenden Individualpsychologie und Psychotherapie. (Hauptwerk). J. F. Bergmann, Wiesbaden 1912. (Auch: ungekürzte Ausgabe; Fischer-Taschenbücher, Band 6174, ISSN 0173-5438; Fischer Bücherei, Frankfurt am Main 1972, ISBN 3-436-01588-1).
- Heilen und Bilden. 1914. (Fischer Taschenbuch 1973)
- Die andere Seite. Eine massenpsychologische Studie über die Schuld des Volkes. Verlag Leopold Heidrich, Wien 1919 (Volltext digital.wienbibliothek.at).
- Praxis und Theorie der Individualpsychologie. Vorträge zur Einführung in die Psychotherapie für Ärzte, Psychologen und Lehrer. Fischer Taschenbuch Verlag, Frankfurt am Main 1974, ISBN 3-596-26236-4 (Erstausgabe: J. F. Bergmann, München/Wiesbaden 1920 – archive.org).
- Menschenkenntnis. 1927. (Fischer Taschenbuch 1966, ISBN 3-596-26080-9).
- Die Technik der Individualpsychologie. Erster Teil: Die Kunst, eine Lebens- und Krankengeschichte zu lesen. 1928/1930. (Fischer Taschenbuch, ISBN 3-596-26260-7)
- Individualpsychologie in der Schule – Vorlesungen für Lehrer und Schüler. 1929. (Fischer Taschenbuch 1973).
- Lebenskenntnis. 1929. (Fischer Taschenbuch 1978, ISBN 3-596-26392-1).
- Neurosen. Fallstudien. Zur Diagnose und Behandlung. 1929. (Fischer Taschenbuch, ISBN 3-596-26735-8).
- Kindererziehung. 1930. (Fischer Taschenbuch 1976, ISBN 3-596-26311-5).
- Die Technik der Individualpsychologie. Zweiter Teil: Die Seele des schwererziehbaren Schulkindes. 1930. (Fischer Taschenbuch 1974).
- Das Leben gestalten – Vom Umgang mit Sorgenkindern. 1939. (Fischer Taschenbuch 1979).
- Das Problem der Homosexualität. Erotisches Training und erotischer Rückzug. 1930. (Fischer Taschenbuch 1977, ISBN 3-596-26337-9).
- Wozu leben wir? 1931. (Fischer Taschenbuch 1979, ISBN 3-596-26708-0).
- Der Sinn des Lebens. 1933. (Fischer Taschenbuch, ISBN 3-596-26179-1).
- mit Ernst Jahn: Religion und Individualpsychologie – Eine prinzipielle Auseinandersetzung über Menschenführung. 1933. (Fischer Taschenbuch 1975, ISBN 3-436-02112-1).
- Lebensprobleme. Vorträge und Aufsätze. 1937. (Fischer Taschenbuch 1994, ISBN 3-596-11718-6).